# Acianthera cremasta
Acianthera cremasta là một loài thực vật có hoa trong họ Lan. Loài này được (Luer & J.Portilla) Luer mô tả khoa học đầu tiên năm 2004.